# هری کثیف
هری کثیف (به انگلیسی: Dirty Harry) یک فیلم اکشن و نئو نوآر آمریکایی محصول سال ۱۹۷۱ به کارگردانی دان سیگل با بازی کلینت ایستوود در نقش اصلی به عنوان بازرس اداره پلیس سانفرانسیسکو هری کالاهان بازی می‌کند. این فیلم بر اساس پرونده واقعی قاتل زودیاک طراحی شده‌است، زیرا شخصیت کالاهان به دنبال یک روان پریش شریر مشابه است.
هری کثیف از دید منتقدان و از نظر تجاری موفق بود. این فیلم چهار دنباله دارد: نیروی مگنوم در سال ۱۹۷۳، مأمور اجرا در سال ۱۹۷۶، ضربه ناگهانی در سال ۱۹۸۳ و فهرست مرگ در سال ۱۹۸۸.
در سال ۲۰۱۲، این فیلم در فهرست ملی ثبت فیلم ایالات متحده، توسط کتابخانه کنگره «از لحاظ فرهنگی، تاریخی و زیبایی شناختی مهم» انتخاب شد.

## داستان
«بازرس هری کالاهان» (ایست وود) که برای خشونتش معروف به «هری کثیف» است، می‌کوشد تا شر یک قاتل روانی (رابینسون) را از سر جامعه کم کند.